# Fátima
Fátima (arabsky: فاطمة; okolo 605/615–632/633) byla dcera islámského proroka Mohameda, kterou měl se svou ženou Chadídžou. Za nezměrnou péči, kterou během svého života otci věnovala, od něj obdržela čestný titul Umm Abiha neboli „matka svého otce“.
Fátima si vzala za manžela Alího ibn Abí Táliba z rodu Hášimovců, který je v sunnitské tradici považován za čtvrtého voleného chalífu a v šíitské za prvního imáma. Měla s ním pět dětí, z nichž asi nejznámější jsou Husajn a Hasan. Významná islámská dynastie šíitských Fátimovců odvozuje svůj původ právě od Fátimy.